# Alfons Håkans (företag)
Alfons Håkans Oy Ab är ett familjeägt finländskt rederi med säte i Åbo. Företaget arbetar med bogsering, bärgning och isbrytning i Finland, Estland och Lettland.
Alfons Håkans grundades i Vasa av Alfons Håkans 1945. Det har sina rötter i Petsmo såg i Petsmo, som grundades av Alfons Håkans far, bonden och sågägaren Johannes Håkans, och som också bedrev timmertransport med bogserbåtar. 
Alfons Håkans har sitt huvudkontor i Åbo Båtvarfs tidigare lokaler i Runsala nära Åbo. 
Stefan Håkans tog över familjeföretaget efter sin far Alfons Håkans, och Joakim Håkans har tagit över det efter sin far Stefan Håkans.
Alfons Håkans har sedan 2016 avtal med Sjöfartsverket i Sverige om isbrytarassistans. Bland annat har den isbrytande bogserbåten Thetis använts i Sverige i början av 2020-talet.

## Fartyg i flottan i urval
- Thetis isbrytare och ankarhanteringsfartyg, byggd 2018
- Thetis isbrytare, ankarhanteringsfartyg, byggd 2018
- Zeus of Finland, isbrytare och ankarhanteringsfartyg, byggd 1995 på Simek AS
- Leo bogserbåt, byggd 1974 som Dynan på Åsiverken
- Hurtig, bogserbåt, byggd 1974 som Bonden på Åsiverken